# Barcial de la Loma
Barcial de la Loma is een gemeente in de Spaanse provincie Valladolid in de regio Castilië en León met een oppervlakte van 27,28 km². Barcial de la Loma telt 104 inwoners (1 januari 2016).

## Demografische ontwikkeling
Bron: INE, 1857-2011: volkstellingen